# Marina Rodrigues
Marina Rodrigues (Campanário, Ribeira Brava, Madeira, 14 de fevereiro de 1985) é uma modelo portuguesa , que foi eleita Miss Portugal em 2004, e que também já fez algumas participações como atriz.

## Carreira
- Formada em Comunicação Social
- 2004 - eleita Miss Portugal[1]
- 2007 - vencedora do reality show A Bela e o Mestre, juntamente com Carlos Lipari[1]
- 2008 - no papel de Suzy em Flor do Mar, TVI[2]
- 2008 - capa da revista FHM
- Atualmente trabalha como assistente de marketing no Centro de Artes da Madeira